# Керимова Світлана Валеріївна
Світлана Валеріївна Керимова (нар. 11 грудня 1981, Одеса, УРСР) — українська психологиня і підприємиця у сфері жіночої сексуальної освіти, власниця освітньої компанії і франшизи Woman Insight.

## Життєпис
Закінчила Одеський національний університет за фахом психології.
2008 року в Одесі Керимова започаткувала Школу кохання «Секрет», де проводила тренінги для жінок з сексуального розвитку. 2012 року відкрила Центр жіночого розвитку у Києві, веде курси «Секрет ідеальних дружин», веде російськомовний канал на YouTube зі 390 тис. підписників.
З 2013 року виступає є спікеркою на тренінгах, авторкою кількох навчальних курсів та лекцій.
У 2016 заснувала бренд Woman Insight і розпочала продаж франшиз.
Одружена, має дочку й сина.

## Громадська діяльність
2022 — започаткувала благодійний проєкт для українських військовослужбовиць та дружин військовослужбовців «Сила жіночої мрії».

## Відзнаки
- Лауреатка премії «Woman Who Matters» у номінації «Наука та освіта за внесок у розвиток жінок».[8]

### Інтерв'ю
- Світлана Керимова: Я вчуся наповнювати сенсами власне життя і цінувати кожну мить. WoMo. 8 вересня 2023. Процитовано 10 листопада 2023.
- "У 40 років життя тільки починається", - Світлана Керімова, засновниця компанії Woman Insight. THE ICON. Процитовано 25 травня 2023.
- Як розпочати нове життя з 1 січня: інтерв'ю зі Світланою Керимовою (рос.). Marie Claire. 29 грудня 2022. Процитовано 25 травня 2023.